# Tudela
Tudela – miasto w Hiszpanii, we wspólnocie autonomicznej Nawarra. W 2022 liczyło 37 247 mieszkańców. W mieście rozwinął się przemysł winiarski oraz nawozów sztucznych.

## Historia
- początki osadnictwa sięgają paleolitu
- 802 – założenie osady muzułmańskiej przez Amrusa ben Yusufa
- 1119 – zdobycie miasta przez Alfonsa I Walecznego[3] włączenie miasta do Królestwa Nawarry
- 1390 – nadanie praw miejskich Tudeli w czasie panowania Karola III Szlachetnego, króla Nawarry

## Zabytki
- kolegiata Santa Maria – wczesnogotycki kościół wyróżniający się bogato rzeźbionym scenami z Sądu Ostatecznego zdobiącymi portyk głównego wejścia
- Plaza de los Fueros – dawna arena walk byków, aktualnie centralny plac miasta. Otoczony jest domami z elewacjami pokrytymi malowidłami ze scenami z walk byków oraz z balkonami z kutego żelaza